# Häbberstjärnen (Arvidsjaurs socken, Lappland, 726914-164579)
Häbberstjärnen är en sjö i Arvidsjaurs kommun i Lappland och ingår i Byskeälvens huvudavrinningsområde. Häbberstjärnen ligger i Byskeälven Natura 2000-område.